# Смит-Браун, Кармен
Кармен Смит-Браун (англ. Carmen Smith-Brown; род. 16 февраля 1943, Сент-Кетерин, Ямайка) — ямайская легкоатлетка.

## Биография
Чемпионка Игр Центральной Америки и Карибского бассейна 1966 года в беге на 80 метров с препятствиями.
Дважды, в 1964 и 1968 годах, принимала участие в летних Олимпийских играх.
В 1966 году признана спортсменкой года на Ямайке.